# Paradosso delle due buste
Il paradosso delle due buste deriva da un ragionamento logico-matematico, apparentemente ineccepibile, che dimostra che, tra due buste di valore diverso, ma dichiarate esternamente indistinguibili, una volta scelta una delle due conviene comunque cambiarla.
In realtà, come è intuitivo, il guadagno atteso da uno scambio delle buste all'ultimo momento dovrebbe essere mediamente nullo, ma, nella situazione prospettata, risulta piuttosto sottile individuare se sia fallace l'enunciato, il ragionamento logico o l'intuito.
L'analisi di questo paradosso richiama l'attenzione sulla valutazione non sempre banale della probabilità condizionata e sui limiti dell'ipotesi di equiprobabilità per eventi con cause sconosciute.

## Situazione
In un ipotetico gioco a premi, al concorrente vengono presentate due buste chiuse, ciascuna contenente l'indicazione di un premio in denaro, che il concorrente riceverà, se la sceglie.
È noto che il valore indicato in una busta è esattamente il doppio di quello dell'altra, ma non si sa quale delle due contenga il premio maggiore.
Il concorrente può ottenere il premio di una sola busta, ma gli viene data la possibilità di effettuare la scelta definitiva anche dopo aver aperto a suo piacere una busta ed averne visto il valore.

## Paradosso
- Sembra evidente che:
  1. non c'è differenza nella scelta dell'una o dell'altra busta, prima dell'apertura.
  2. la conoscenza del valore di una busta non aggiunge informazioni alla domanda se questo sia maggiore o minore dell'altro.

Quindi non c'è alcun motivo per preferire l'una o l'altra busta, prima di aver aperto l'una o l'altra.
- Tuttavia, applicando la teoria delle decisioni, si giunge alla conclusione paradossale che sia sempre conveniente scegliere l'altra busta.
Infatti, se nella busta che si sceglie di aprire per prima è contenuto, diciamo, un premio di valore {\displaystyle A,} nell'altra busta sarà contenuto un premio di valore {\displaystyle A/2,} oppure un premio di valore {\displaystyle 2A.}
In caso di cambio: se andasse male, si dimezzerebbe il premio (perdita = {\displaystyle A/2}) ma, se andasse bene, si raddoppierebbe (guadagno = {\displaystyle A}).
Sulla base delle informazioni a nostra disposizione nessuna delle due eventualità, che si perda {\displaystyle A/2} o che si vinca {\displaystyle A}, appare favorita rispetto all'altra, dunque la strategia più ragionevole sembrerebbe quella di considerare entrambe le opzioni equiprobabili, con probabilità 1/2 e 1/2.
Quindi conviene certamente tentare la sorte, e scegliere di cambiare la busta, vista la netta differenza tra possibile guadagno e possibile perdita.

In termini matematici, se calcoliamo il guadagno atteso che si ha cambiando busta (probabilità di guadagnare moltiplicata per il valore del guadagno, meno probabilità di perdere moltiplicata per il valore della perdita), otteniamo:
{\displaystyle {\frac {1}{2}}A-{\frac {1}{2}}\left({\frac {A}{2}}\right)={\frac {1}{4}}A}
una quantità che è positiva per qualsiasi valore di {\displaystyle A.}
Concludiamo che conviene sempre cambiare busta, a prescindere dal valore che troviamo in quella scelta per prima (e quindi anche senza averci guardato dentro!). Ciò sembra palesemente assurdo.
Se è davvero assurda l'affermazione che conviene sempre cambiare, rimane il problema di individuare la fallacia dell'argomentazione appena presentata.

## Soluzione
Il ragionamento si basa sulle due condizioni:
1. probabilità del 50% per il caso favorevole e altrettanto per quello contrario;
2. conoscenza del valore del premio contenuto in una busta.

Questi assunti sarebbero entrambi corretti di per sé, ma non lo sono contemporaneamente.
Infatti si riferiscono a due casi ben distinti:

### Caso 1: buste chiuse, nessun paradosso
- Chiamiamo {\displaystyle X} il premio minore e {\displaystyle Y} il premio maggiore. I valori non sono noti, ma sappiamo che {\displaystyle Y} vale il doppio di {\displaystyle X} ({\displaystyle Y=2X}) e che sono distribuiti in modo equiprobabile tra le due buste.

Se si apre prima la busta con {\displaystyle X,} cambiando si troverebbe {\displaystyle Y} ({\displaystyle =2X}), con un guadagno uguale a {\displaystyle Y-X=X.}
Se si apre prima la busta con {\displaystyle Y,} cambiando si troverebbe {\displaystyle X,} stavolta con una perdita netta uguale a {\displaystyle Y-X=X.}
Si vede dunque il guadagno e la perdita sono uguali ed equiprobabili, come intuitivamente doveva essere.
Tornando al ragionamento iniziale del paradosso, bisogna tener presente che il valore {\displaystyle A,} trovato all'apertura della prima busta, vale una volta {\displaystyle X} e una volta {\displaystyle Y,} a seconda di quale busta si sia scelta per prima.
È sbagliato quindi dire che una perdita uguale ad {\displaystyle A/2} (quando si cambia dopo aver aperto prima la busta col valore maggiore, e {\displaystyle A=Y=2X}) sia diversa da un guadagno uguale ad {\displaystyle A} (quando si cambia dopo aver aperto prima la busta col valore minore, e {\displaystyle A=X}). In realtà la perdita in un caso è uguale al guadagno nel caso opposto.

### Caso 2: una busta aperta
- Chiamiamo {\displaystyle A} il valore trovato nella busta aperta. Stavolta la vincita può essere solo {\displaystyle A} e la perdita solo {\displaystyle A/2.} Ma non possiamo più affermare con certezza che la probabilità tra i due casi sia la stessa. Essa dipende fortemente dal valore di {\displaystyle A,} in relazione alla distribuzione di probabilità dei premi possibili. Intuitivamente potremmo dire che, se abbiamo trovato un premio alto, ci conviene accontentarci e, se abbiamo trovato un premio basso, ci conviene tentare l'altra busta.

In altre parole, tutto dipende dal criterio con cui sono stati scelti i premi da inserire nelle buste e da quale sia il premio massimo possibile.

#### Premio massimo definito
Supponiamo, ad esempio, che il premio maggiore nelle buste sia stato scelto a caso (con uguale probabilità) tra zero e 2 milioni, come valore massimo. Di conseguenza il premio minore sarà compreso tra zero e un milione, con la stessa distribuzione di probabilità.
In queste condizioni, se il valore {\displaystyle A} trovato nella prima busta è inferiore ad un milione abbiamo una buona probabilità di guadagnare nel cambio (guadagno medio atteso uguale ad {\displaystyle A,} con {\displaystyle A} che vale mediamente mezzo milione).
Ma, ovviamente, avremmo la certezza di una perdita, se cambiassimo quando {\displaystyle A} è maggiore di un milione (guadagno medio atteso uguale a {\displaystyle -A/2,} con {\displaystyle A} che in questo caso vale mediamente un milione e mezzo = 3/2 di milione).
Se decidessimo di cambiare in ogni caso, ci accorgeremmo che, a conti ben fatti, il valore atteso del guadagno sarebbe esattamente zero. Infatti, calcolando correttamente il valore della perdita per la probabilità di perdere, si trova un risultato uguale al valore del guadagno per la probabilità di vincere. (C'è infatti una probabilità 3/4 di trovare un valore compreso tra zero e un milione, con guadagno medio di 1/4 di milione, e una probabilità 1/4 di trovare un valore compreso tra un milione e due milioni, con perdita media di 3/4 di milione)
Anche in questo caso il paradosso scompare. Il ragionamento iniziale non è applicabile, in quanto non tiene conto del limite massimo dei premi né della conseguente diversa probabilità di aver scelto per prima la busta col premio maggiore o col premio minore.

#### Nessun limite al premio
Se non stabiliamo il valore massimo del premio, implicitamente ammettiamo che esso possa diventare teoricamente infinito. Conservando l'ipotesi che i premi siano stati scelti a caso, con distribuzione uniforme (l'unica che possiamo ipotizzare in mancanza di altre indicazioni), resta matematicamente valida la conclusione che conviene cambiare solo se il valore trovato nella prima busta è inferiore alla metà del massimo e che non conviene in caso contrario.
Ma questa volta, se il massimo è infinito, anche la metà del massimo è infinita e, siccome i confronti tra grandezze infinite non seguono esattamente le regole dei confronti tra grandezze finite, il paradosso rimane e può essere spiegato semplicemente ricordando che spesso l'infinito si comporta in modo paradossale o meglio, in modo contro-intuitivo. In questo caso, ad esempio, qualunque valore (finito) trovassimo nell'aprire la prima busta, esso sarebbe certo inferiore alla metà del massimo (infinito) e quindi avremmo (sempre) buone probabilità di guadagnare nel cambio. Nella pratica non possiamo mai immaginare di trovare una busta con dentro un valore infinito, né avrebbe senso stabilire se tale valore (infinito) sia minore o maggiore della metà del massimo (anch'esso infinito). Perciò trascuriamo completamente di conteggiare il peso di queste eventualità teoriche, e concludiamo che conviene sempre cambiare.
Invece anche in questo caso, a conti ben fatti, la scelta di cambiare sempre comporta un guadagno atteso nullo, se si mette debitamente in conto il peso di perdite (o guadagni) infiniti.

## Storia
Una formulazione analoga a questo paradosso risale almeno al 1953, quando un matematico belga, Maurice Kraitchik, propose questo rompicapo:
Due persone, ugualmente ricche arrivano a confrontare il contenuto dei loro portafogli, di cui nessuno dei due conosce il contenuto esatto. Impostano il gioco in questi termini: chi ha meno denaro nel portafoglio riceverà tutto il denaro del portafoglio dell'altro (niente accade, se i due valori sono uguali).
Uno dei due può così ragionare:
Supponiamo che ho una quantità A nel mio portafoglio: questo è il massimo che potrei perdere. Se invece vinco (probabilità 0,5), alla fine avrò nel mio portafoglio un valore certamente maggiore di 2A. Quindi il gioco è favorevole a me.
L'altro può ragionare esattamente allo stesso modo.
In effetti, per simmetria, il gioco è pari. Dov'è dunque l'errore nel ragionamento di ciascun uomo?
Martin Gardner ha reso popolare il rompicapo nel suo libro del 1982 Aha! Gotcha, sempre nella forma di scommessa sul portafoglio. Nel 1989 Barry Nalebuff lo ha presentato nella forma delle due buste e, da allora, questa è la forma più comunemente usata.

## Approfondimenti matematici

### Caso 1
Prima di aprire le buste, è corretto assegnare ad una busta il 50% di probabilità di contenere il premio maggiore (o minore).
Si corre però il rischio di sbagliare, se si assegna al premio un valore {\displaystyle X,} e se si ragiona una volta come se questo {\displaystyle X} fosse il premio maggiore, ma subito dopo come se lo stesso {\displaystyle X} fosse il premio minore.
Si può comunque evitare l'analisi della variabile stocastica {\displaystyle X,} semplicemente assegnando alle due buste valori di premio pari a {\displaystyle X} e a {\displaystyle 2X.} Questa assegnazione, valida qualunque sia la distribuzione di probabilità dei premi, permette di definire correttamente la differenza tra le due buste.
Tale differenza, nel caso di scambio, corrisponde alla perdita a cui si va incontro, se la prima busta contiene il valore maggiore, ma anche al guadagno che si ottiene, se la prima busta contiene il valore minore.

### Caso 2
Supponendo di conoscere il valore del premio contenuto in una busta, e volendo tener conto di come questa informazione possa influire sulla decisione di cambiare, diventa indispensabile formulare un'ipotesi sulla distribuzione di probabilità con cui siano stati scelti i premi nelle buste.
Con qualche passaggio matematico si può dimostrare che, in ogni caso, qualunque sia questa distribuzione, il cambio comporta un guadagno atteso nullo.

#### Distribuzione uniforme
- Sappiamo che ad ogni valore {\displaystyle Y,} che possa essere inserito nella busta di valore maggiore, è associato un valore {\displaystyle X=Y/2} che deve essere inserito nella busta di valore minore.
- Chiamiamo {\displaystyle x} il valore minore e {\displaystyle y} il valore maggiore contenuti nella coppia di buste in gioco.

Possiamo supporre che {\displaystyle y} sia stato scelto a caso da una distribuzione uniforme tra un minimo {\displaystyle m} e un massimo {\displaystyle M.}
Chiamiamo {\displaystyle p(y)} questa distribuzione di probabilità.
Di conseguenza {\displaystyle x} risulta scelto a caso in un intervallo metà, da {\displaystyle m/2} a {\displaystyle M/2,} con una distribuzione uniforme di valore doppio
{\displaystyle p(x)=2p(y).}
- Dunque il valore {\displaystyle A} che troveremo nella prima busta avrà probabilità:
  1. {\displaystyle p(x)(m-m/2)} di appartenere alla classe delle {\displaystyle x,} nell'intervallo da {\displaystyle m/2} a {\displaystyle m.} Nello scambio si guadagna {\displaystyle A.}
  2. {\displaystyle p(x)(M/2-m)} di appartenere alla classe delle {\displaystyle x,} nell'intervallo da {\displaystyle m} a {\displaystyle M/2.} Nello scambio si guadagna {\displaystyle A.}
  3. {\displaystyle p(y)(M/2-m)} di appartenere alla classe delle {\displaystyle y,} nell'intervallo da {\displaystyle m} a {\displaystyle M/2.} Nello scambio si perde {\displaystyle A/2.}
  4. {\displaystyle p(y)(M-M/2)} di appartenere alla classe delle {\displaystyle y,} nell'intervallo da {\displaystyle M/2} a {\displaystyle M.} Nello scambio si perde {\displaystyle A/2.}

Per normalizzare, in modo che la probabilità complessiva sia uguale a 1, deve essere uguale a 1 la somma dei quattro casi:
{\displaystyle p(x)m/2+p(x)(M/2-m)+p(y)(M/2-m)+p(y)M/2=1,}
{\displaystyle p(y)(m+2(M/2-m)+(M/2-m)+M/2)=1.}
Cioè:
{\displaystyle p(y)=1/2(M-m),}
{\displaystyle p(x)=1/(M-m).}
- Nei quattro casi si ottengono dunque i seguenti valori medi di guadagno, indicato con {\displaystyle G,} atteso dallo scambio (valore medio dell'intervallo, moltiplicato per la probabilità dell'intervallo stesso):
  1. {\displaystyle A={\tfrac {1}{2}}(m+m/2),} con probabilità {\displaystyle p(x)m/2,} cioè {\displaystyle G={\frac {3m^{2}}{8(M-m)}};}
  2. {\displaystyle A={\tfrac {1}{2}}(M/2+m),} con probabilità {\displaystyle p(x)(M/2-m),} cioè {\displaystyle G={\frac {{\frac {M^{2}}{4}}-m^{2}}{2(M-m)}};}
  3. {\displaystyle -A/2=-{\tfrac {1}{4}}(M/2+m),} con probabilità {\displaystyle p(y)(M/2-m),} cioè {\displaystyle G=-{\frac {{\frac {M^{2}}{4}}-m^{2}}{8(M-m)}};}
  4. {\displaystyle -A/2=-{\tfrac {1}{4}}(M+M/2),} con probabilità {\displaystyle p(y)M/2,} cioè {\displaystyle G=-{\frac {3M^{2}}{32(M-m)}}.}
- Sommando i guadagni dei quattro casi, si osserva che il guadagno atteso complessivo è nullo. Più in dettaglio, esso è positivo per {\displaystyle A<m} (caso 1) e per {\displaystyle A} compreso tra {\displaystyle m} e {\displaystyle M/2} (caso 2 + caso 3), ma è negativo per {\displaystyle A>M/2.}
- Questo risultato può essere esteso senza problemi al caso in cui il minimo {\displaystyle m} diventi piccolo fino a zero, annullando il primo intervallo.
- Ancora, il risultato di guadagno nullo rimane valido anche al caso in cui {\displaystyle M} diventa grande a piacere, cioè se {\displaystyle M\to +\infty .}
- In quest'ultimo caso però, si perde il significato dell'intervallo 4, da 1/2 infinito a infinito. Se non si passa prima dall'analisi di {\displaystyle M} finito, facilmente si è indotti a trascurare l'influenza di questo intervallo e si perde la possibilità di spiegare l'origine del paradosso.

Una caratteristica fastidiosa della distribuzione uniforme è che, quando l'intervallo M diventa infinito, la probabilità di qualunque valore diventa evanescente. Ancora, quando l'intervallo M diventa infinito, il premio mediamente atteso dall'apertura di una busta diventa esso stesso infinito. È questo un altro aspetto importante, che spiega come mai possa sembrare vantaggioso cambiare sempre. Qualunque sia il valore (finito) che si trovi nella prima busta, esso apparirà sempre al di sotto della media attesa.

#### Altre distribuzioni
Per superare i problemi di probabilità evanescenti e di premi infiniti, sono state analizzate distribuzioni di probabilità decrescenti per premi elevati.
Se la distribuzione di probabilità {\displaystyle p(y)} diminuisce, al crescere di {\displaystyle y,} più rapidamente di {\displaystyle 1/y,} diventa possibile normalizzare a 1 la probabilità complessiva, dividendo per l'integrale da zero a infinito di {\displaystyle p(y)dy,} che in questo caso non è infinito.
Rimarrebbe però ancora infinito il premio medio atteso, a meno che la distribuzione di probabilità non diminuisca, al crescere di {\displaystyle y,} più rapidamente di {\displaystyle 1/y^{2}}. In quest'ultimo caso il confronto tra la probabilità che un valore {\displaystyle A,} trovato nella prima busta, sia la metà di un valore, diciamo {\displaystyle y=2A,} contenuto nella seconda busta (per cui converrebbe cambiare), e la probabilità contraria, che si tratti invece del doppio di un valore, diciamo {\displaystyle x=A/2,} contenuto nella seconda busta (per cui non converrebbe cambiare), è così sfavorevole che non risulta mai conveniente cambiare.
In tutti i casi, compresi quello della distribuzione uniforme e quello delle distribuzioni a media infinita, il valore atteso del guadagno medio è sempre esattamente zero.
Per la dimostrazione analitica, conviene partire assegnando due simboli diversi alla probabilità {\displaystyle p(y)}, che venga posto nelle buste un premio (di valore maggiore) compreso tra {\displaystyle y} e {\displaystyle y+dy}, e alla probabilità {\displaystyle p(x)}, che venga posto nelle buste un premio (di valore minore) compreso tra {\displaystyle x} e {\displaystyle x+dx}. Siano:
{\displaystyle p(y)=g(y)dy}
{\displaystyle p(x)=f(x)dx.}
Ovviamente, quando {\displaystyle y=2x}, deve essere {\displaystyle p(y)=p(x)}. Cioè:
{\displaystyle f(x)dx=g(y)dy=g(2x)2dx.}
La probabilità di trovare un valore {\displaystyle z} nella prima busta è data dalla somma della probabilità {\displaystyle f(z)dz}, che {\displaystyle z} sia il valore minore (e quindi si guadagna z nel cambio), più la probabilità {\displaystyle g(z)dz}, che {\displaystyle z} sia il valore maggiore (e quindi si perde z/2 nel cambio). Complessivamente il guadagno atteso nel cambio vale:
{\displaystyle G=z\ f(z)dz-z/2\ g(z)dz=z\ g(2z)\ 2dz-z/2\ g(z)dz=(2g(2z)-1/2\ g(z))\ zdz.}
Si vede dunque che il guadagno è positivo quando {\displaystyle g(2z)>1/4\ g(z)}, cioè quando la probabilità a priori che venga scelto un certo valore di premio è più di quattro volte la probabilità che venga scelto un valore doppio.
Nei casi in cui questa condizione non è rispettata, per esempio, con una funzione del tipo {\displaystyle g(z)=1/z(1+z)} o, in modo più netto, quando esiste un valore massimo {\displaystyle M} del premio possibile, e {\displaystyle z} è compreso tra {\displaystyle M/2} e {\displaystyle M,} non conviene cambiare e il paradosso non si pone.
Negli altri casi ci troviamo invece nella situazione paradossale, o meglio contro intuitiva, che il guadagno è positivo per ogni valore di {\displaystyle z}, ma la somma integrale dei guadagni attesi, estesa da zero infinito, è nulla. Infatti:
{\displaystyle G_{t}=\int _{0}^{\infty }(2g(2z)-1/2\ g(z))\ z\ dz=\int _{0}^{\infty }2g(2z)\ z\ dz-\int _{0}^{\infty }1/2\ g(z)\ z\ dz.}
Ponendo {\displaystyle w=2z} e {\displaystyle dw=2dz}:
{\displaystyle G_{t}=\int _{0}^{\infty }1/2\ g(w)\ w\ dw-\int _{0}^{\infty }1/2\ g(z)\ z\ dz,}
che vale esattamente zero, qualunque sia la distribuzione di probabilità {\displaystyle g(x)}.